# Witborstwaterhoen
Het witborstwaterhoen, ofwel zeekip (Amaurornis phoenicurus) is een ral die voorkomt in het groot gebied dat zich uitstrekt over India en Zuidoost-Azië

## Beschrijving
Het witborstwaterhoen is ongeveer zo groot als een (gewoon) waterhoen, 30 cm lang. De rug en de achterkant van de nek zijn leikleurig donkergrijs, de voorkant van de kop, nek, borst en buik zijn wit en de onderkant van de buik en de onderstaartdekveren zijn kaneelkleurig. De snavel en de poten zijn geelgroen. Het hoen heeft lange tenen. Het mannetje en het vrouwtje verschillen alleen een klein beetje in het formaat. Donskuikens zijn - zoals bij alle rallen - geheel zwart.

## Verspreiding en leefgebied
Er zijn drie ondersoorten. De nominaat komt voor in het grootste en westelijke deel van het verspreidingsgebied in India, Sri Lanka en de Indische Archipel ten westen van de lijn van Wallace. De ondersoort A. p. insularis wordt alleen gevonden op de Andamaneilanden en de Nicobaren en de ondersoort A. p. leucomelana komt alleen ten oosten van de lijn van Wallace voor op Celebes en de Molukken.
Het is binnen dit verspreidingsgebied de meest voorkomende ral die zich ophoudt in moerassen, graslanden, mangrove, (stuw-)meren en parken met waterpartijen. Het is (vooral na de regentijd als het broedseizoen begint) een luidruchtige vogel die vaak ook ver uit de buurt van water wordt gehoord en opduikt terwijl het ergens een weg oversteekt (en bijgevolg vaak wordt aangereden). Het geluid klinkt als een luid, vaak herhaald "kru-ark". Op Sri Lanka heet de vogel dan ook Korawakka.
De soort telt 3 ondersoorten:
- A. p. phoenicurus: zuidelijk Azië, Malakka en Filipijnen.
- A. p. insularis: de Andamanen en Nicobaren.
- A. p. leucomelana: Celebes, westelijke Molukken en de Kleine Soenda-eilanden.

## Status
Het witborstwaterhoen heeft een enorm groot verspreidingsgebied en daardoor alleen al is de kans op uitsterven uiterst gering. De grootte van de populatie wordt geschat op 10 duizend tot 100 duizend broedparen. Er is geen aanleiding te veronderstellen dat de soort in aantal achteruit gaat. Daarom staat het witborstwaterhoen als niet bedreigd op de Rode Lijst van de IUCN.

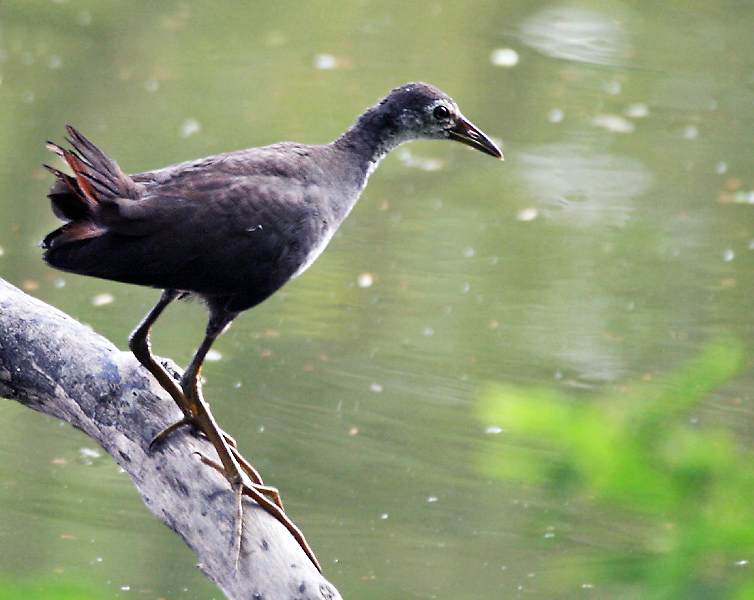
Onvolwassen witborstwaterhoen